# سيتون آي. ميلر
سيتون آي. ميلر (بالإنجليزية: Seton I. Miller)‏ هو منتج أفلام وكاتب سيناريو أمريكي، ولد في 3 مايو 1902 في شيهاليس في الولايات المتحدة، وتوفي في 29 مارس 1974 في لوس أنجلوس في الولايات المتحدة.

## وصلات خارجية
- سيتون آي. ميلر على موقع IMDb (الإنجليزية)
- سيتون آي. ميلر على موقع ألو سيني (الفرنسية)
- سيتون آي. ميلر على موقع أول موفي (الإنجليزية)
- سيتون آي. ميلر على موقع قاعدة بيانات الأفلام السويدية (السويدية)
- سيتون آي. ميلر على موقع قاعدة بيانات الفيلم (الإنجليزية)
- سيتون آي. ميلر على موقع كينوبويسك (الروسية)